# Pseudochirops
Pseudochirops es un género de marsupiales diprotodontos de la familia Pseudocheiridae propios de Australia y Nueva Guinea. Es el único género de su subfamilia.

## Subespecies
Se reconocen las siguientes especies:
- Pseudochirops albertisii
- Pseudochirops archeri
- Pseudochirops corinnae
- Pseudochirops coronatus
- Pseudochirops cupreus